# NJ2046
NJ2046 – półtoratonowa ciężarówka produkowana przez Nanjing Automobile Group, używana przez Chińską Armię Ludowo-Wyzwoleńczą. Pojazd bazuje na ciężarówce Iveco 40.10WM. NJ2046 wszedł do służby w 1999 roku i jest wykorzystywany m.in. jako transporter piechoty, ambulans oraz platforma dla wyrzutni kierowanych pocisków przeciwpancernych HJ-9.